# Gefleckter Krötenkopf
Der Gefleckte Krötenkopf (Phrynocephalus guttatus) ist eine Echse aus der Familie der Agamen und Gattung der Krötenkopfagamen und lebt in Zentralasien.

## Merkmale

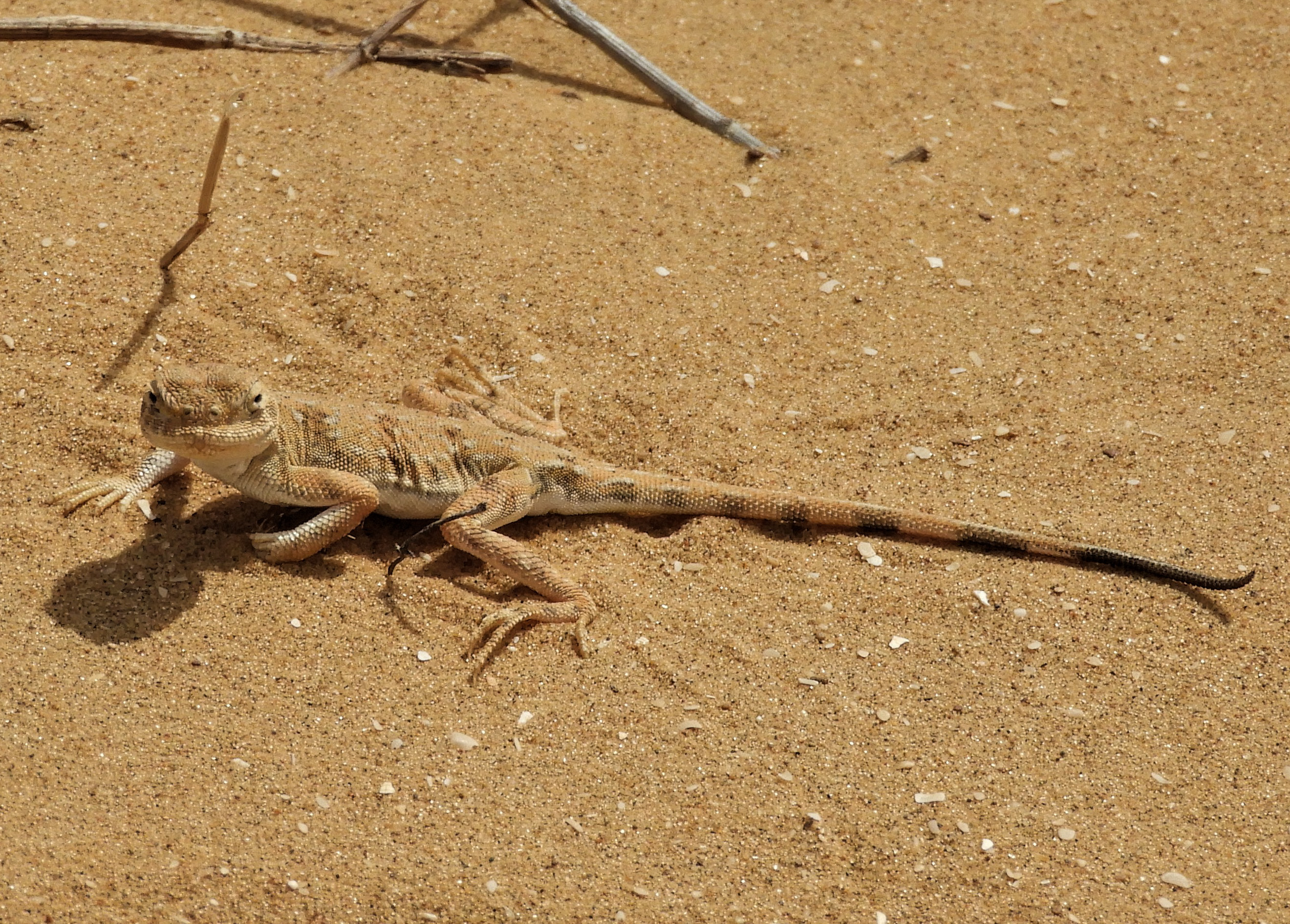

Eine kleine Echse mit einer Gesamtlänge von maximal 11,4 cm. Die Kopf-Rumpf-Länge beträgt  bis 6 cm. Der Kopf ist breit mit gerundeter Schnauzenpartie, die nicht so stumpf ist wie beim Sonnengucker oder Bärtigen Krötenkopf und die nach vorn in flachem Bogen abfällt. Die Nasenlöcher stehen weit auseinander, sind nach vorn gerichtet und in Kopf-Aufsicht zu sehen.
In Färbung und Zeichnung handelt es sich um eine sehr variable Art. Die Körperoberseite ist grau, gelblich oder sandfarben. Die Zeichnung besteht aus einem System kleiner dunkelgrauer Flecken und Punkte, die zu einem Netzwerk zusammenfließen können. Im Übergangsbereich vom Rücken zu den Flanken können bis zu fünf Querreihen größerer gelber Flecken ausgeprägt sein. Die Beine weisen oberseits undeutliche dunkle Querstreifen auf. Die Körperunterseite ist weiß. Die Schwanzoberseite weist bis zu acht Querreihen dunkler Flecken auf, die Unterseite zwei bis acht schwarze und weiße alternierende Querbänder. Die Schwanzspitze ist unterseits schwarz. Die Jungtiere haben dagegen eine auffällig gelb gefärbte Schwanzunterseite.

## Verbreitung
In Europa kommt die Art nur nordwestlich des Kaspischen Meeres vor, im Nordwesten von Dagestan, in Kalmückien, in der Region Stawropol, in der Oblast Astrachan und in der Region von Wolgograd. Die westlichsten Vorkommen befinden sich in den Sandgebieten am Ufer des Don und am rechten Wolga-Ufer. Außerhalb Europas lebt die Art in Kasachstan, in zwei kleinen isolierten Vorkommen in Turkmenistan und Usbekistan und erreicht im Osten ihres Verbreitungsareals den Nordwesten von China.

## Lebensraum
Die Art besiedelt hügelige Sandgebiete mit spärlicher, krautiger Vegetation. Gerne hält sie sich in kleinen, von Wind ausgeblasenen Sandkesseln auf, aber auch an Wegrändern kann sie häufig sein. In der Wolgaregion werden als Lebensraum verfestigte Sande mit spärlicher Busch- und Grasvegetation bevorzugt. Die Tiere halten sich oft in selbstgegrabenen Wohnhöhlen auf, die aus einem geraden und wenig abschüssigen, röhrenförmigen Gang bestehen, der sich am Ende etwas verbreitert. Auch können sie sich mit vibrierenden Körperbewegungen direkt in den Sand eingraben. Die Winterquartiere liegen im Boden in einer Tiefe bis zu etwa einem Meter.

## Lebensweise
Die jährliche Aktivitätsperiode dauert von März/April bis Ende Oktober. Im Frühjahr halten sich die Tiere ganztägig, im Sommer an den heißen Tagen nur morgens und abends an der Erdoberfläche auf. Jedes Tier besitzt ein eigenes Revier. Begegnen sich zwei Männchen, umkreisen sie sich mit gestreckten Beinen und einem charakteristischen Einrollen des Schwanzes, wobei die auffällige Färbung der Schwanzunterseite und ihrer Spitze zum Tragen kommt. Außerdem heben und senken sie den Rumpf wie bei Kniebeugen. Die Fortpflanzungszeit dauert von Mitte April bis Mitte August. Bei der Paarung beißen sich die Männchen an den Weibchen fest. Die Eier werden im europäischen Teil des Verbreitungsgebietes im Juni abgelegt. Ein Gelege umfasst meistens zwei, seltener ein oder drei Eier. Die Jungtiere schlüpfen ab der zweiten Julihälfte bis September.
Die Nahrung besteht überwiegend aus Ameisen und kleinen Käfern, gelegentlich werden auch Schmetterlingsraupen, Heuschrecken und Wanzen erbeutet. Erwachsene Tiere fressen zusätzlich Pflanzenteile, wie Samen und grüne Blattteile.

## Gefährdung
Die IUCN listet die Art als nicht gefährdet (least concern) mit einem abnehmenden Populationstrend.